# Château de Blankenhain
Le château de Blankenhain (Blankenhain Schloß) se trouve dans le village de Blankenhain en Saxe (Allemagne), non loin de Crimmitschau dans l'arrondissement de Zwickau. C'est un ancien domaine agricole seigneurial, aujourd'hui musée. Il est entouré d'un parc de 11 hectares avec une soixantaine de bâtiments.

## Historique

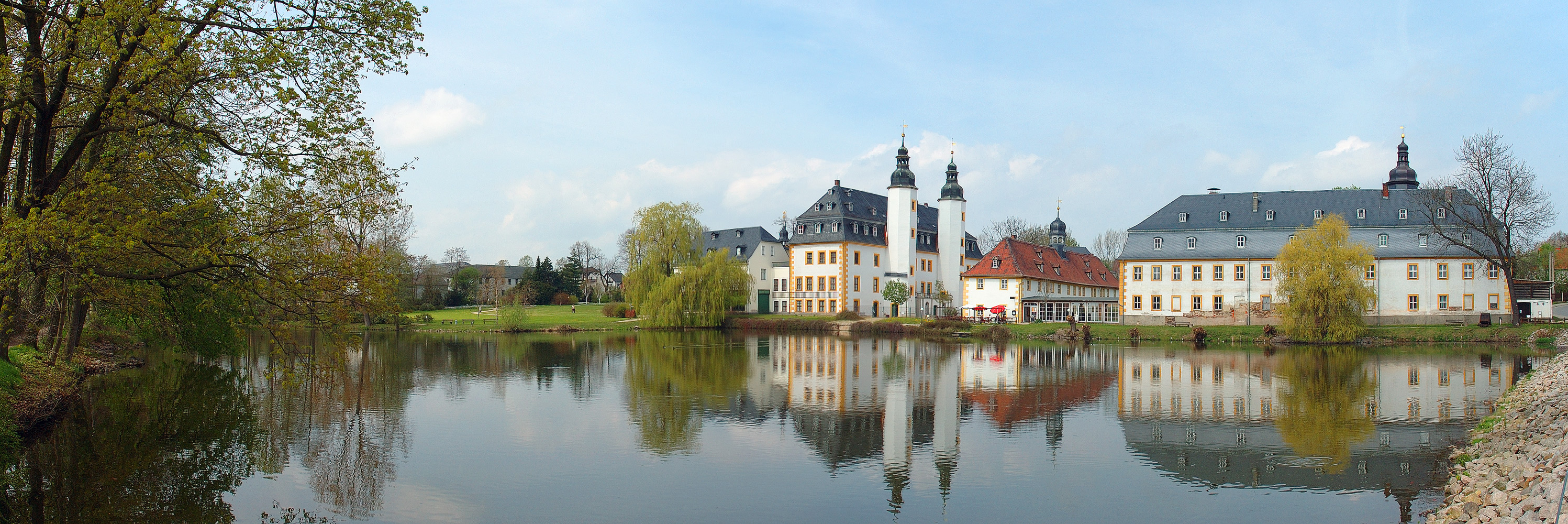
Panorama du château et des dépendances

L'histoire du château remonte au XIIe siècle, comme l'indiquent les fouilles archéologiques. Les  premières mentions parvenues jusqu'à nous datent de 1423, où l'on traite d'un Wasserburg. Il brûle à moitié en 1661 et est reconstruit en 1699 ou 1700. Son toit à la Mansart date de 1765, comme le haut des tourelles jumelles.
Un autre corps de bâtiment servant de communs est construit devant le château en 1699. Il est réaménagé au cours des XVIIIe et XIXe siècles et agrandi avec deux granges en 1949. Le château est nationalisé en 1945 après avoir été endommagé par les forces soviétiques au moment de la chute du Troisième Reich.
Le château ouvre comme musée de l'agriculture en 1981. Il est agrandi. Il est restauré en 2005 et ouvre en 2006, présentant plusieurs expositions permanentes sur l'histoire de l'agriculture en Allemagne entre 1890 et 1990.

## Source
- (de) Cet article est partiellement ou en totalité issu de l’article de Wikipédia en allemand intitulé « Schloss Blankenhain » (voir la liste des auteurs).